# Anartia amathea
Az Anartia amathea a rovarok (Insecta) osztályának lepkék (Lepidoptera) rendjébe, ezen belül a tarkalepkefélék (Nymphalidae) családjába tartozó faj.

## Előfordulása
Az Anartia amathea előfordulási területe Közép- és Dél-Amerika. A legfőbb elterjedési területe Suriname, azonban Panamától Argentínáig sokfelé megtalálható. A Karib-térség több szigetén (Grenada, Barbados, Antigua és Barbuda, Trinidad és Tobago) is fellelhető. Argentínában, Paraguayban, Uruguayban, Brazília magasföldjein, az Amazonas keleti oldalán, a Guianákban, Venezuelában és Panamában közönséges lepkefajnak számít. Észak-Amerikába, csak néhány kóbor példány jut el, vagy az is meglehet, hogy tévesen azonosították.

## Alfajai
- Anartia amathea amathea
- Anartia amathea roeselia
- Anartia amathea sticheli

## Megjelenése
A hím szárnya felül nagyjából vörös a szélein széles, fekete sávval; az elülső szárnyak fekete sávjában, két sorba rendeződve fehér foltok és pontok vannak. A nőstény majdnem ugyanolyan színű, mint a hím, azonban a színei kevésbé élénkek.

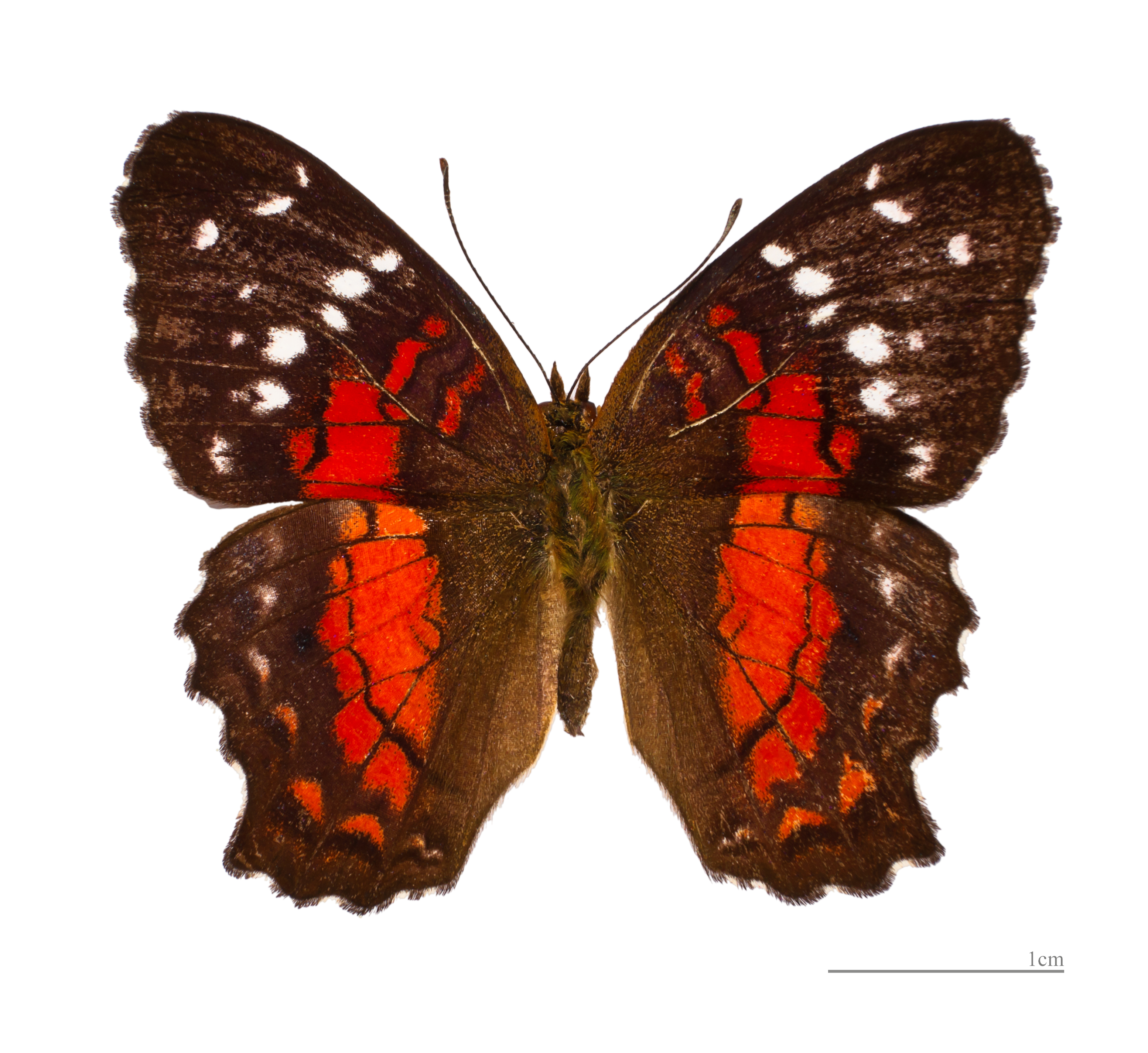
A lepke felülről
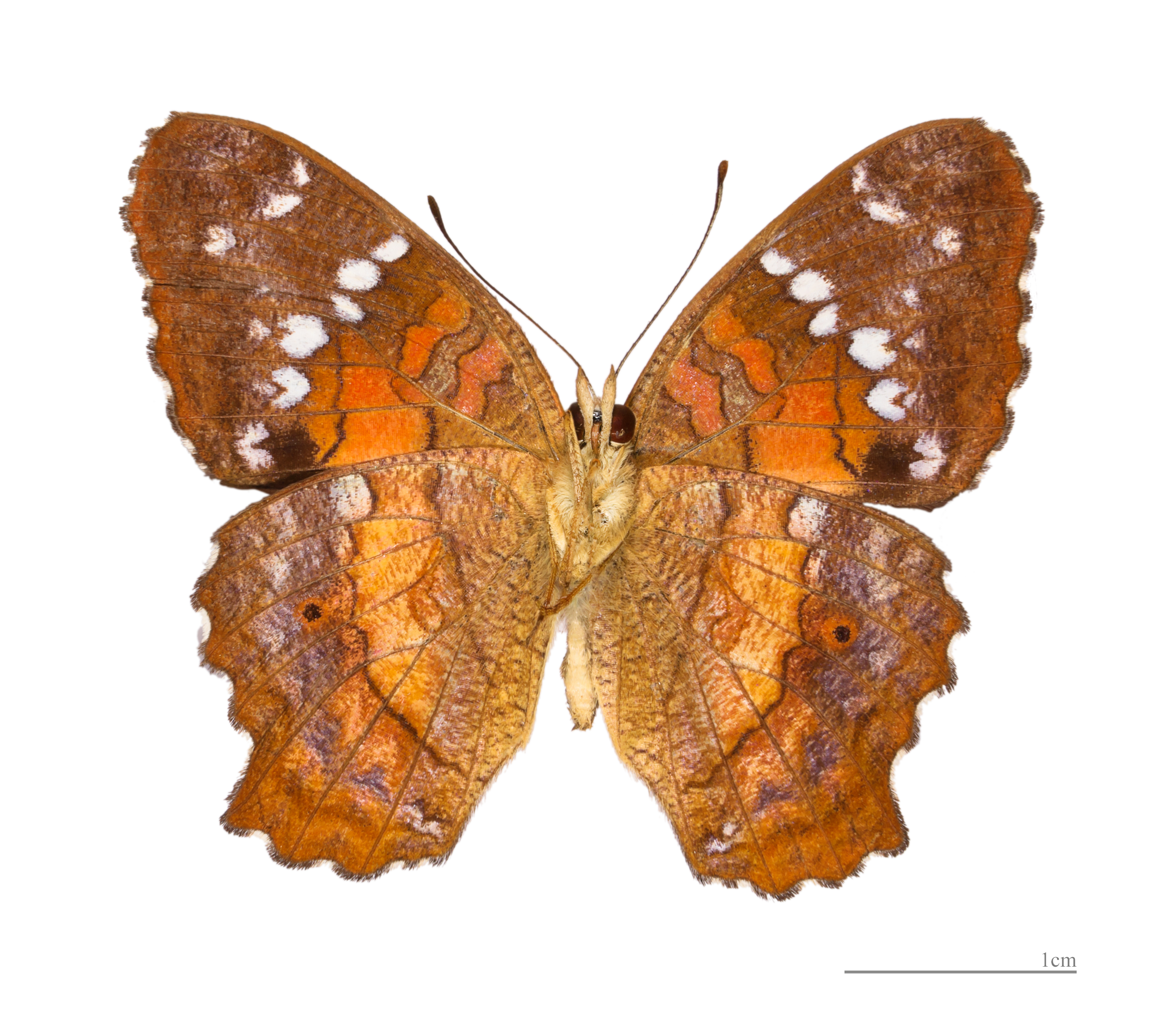
és alulról
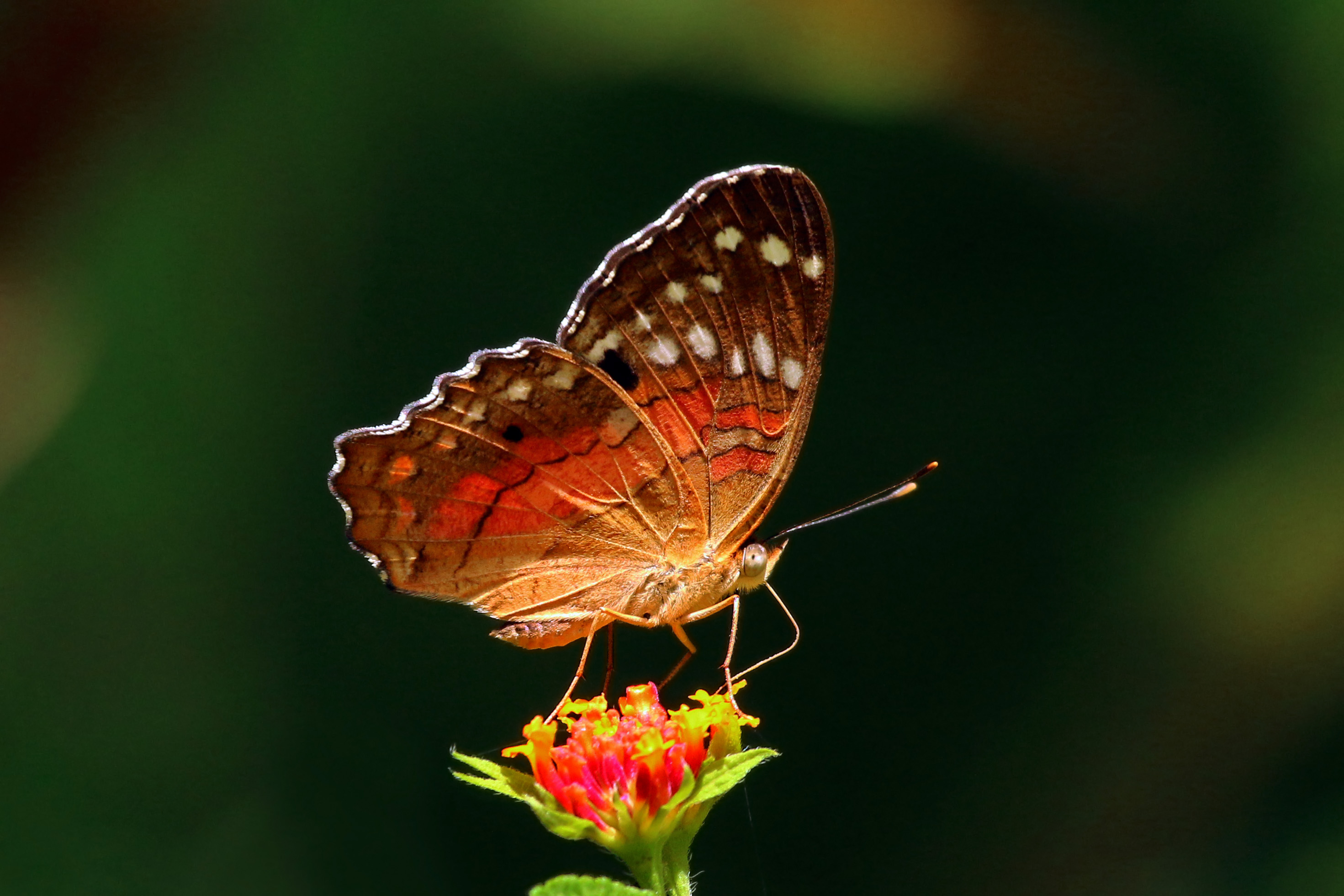
Hím alulról
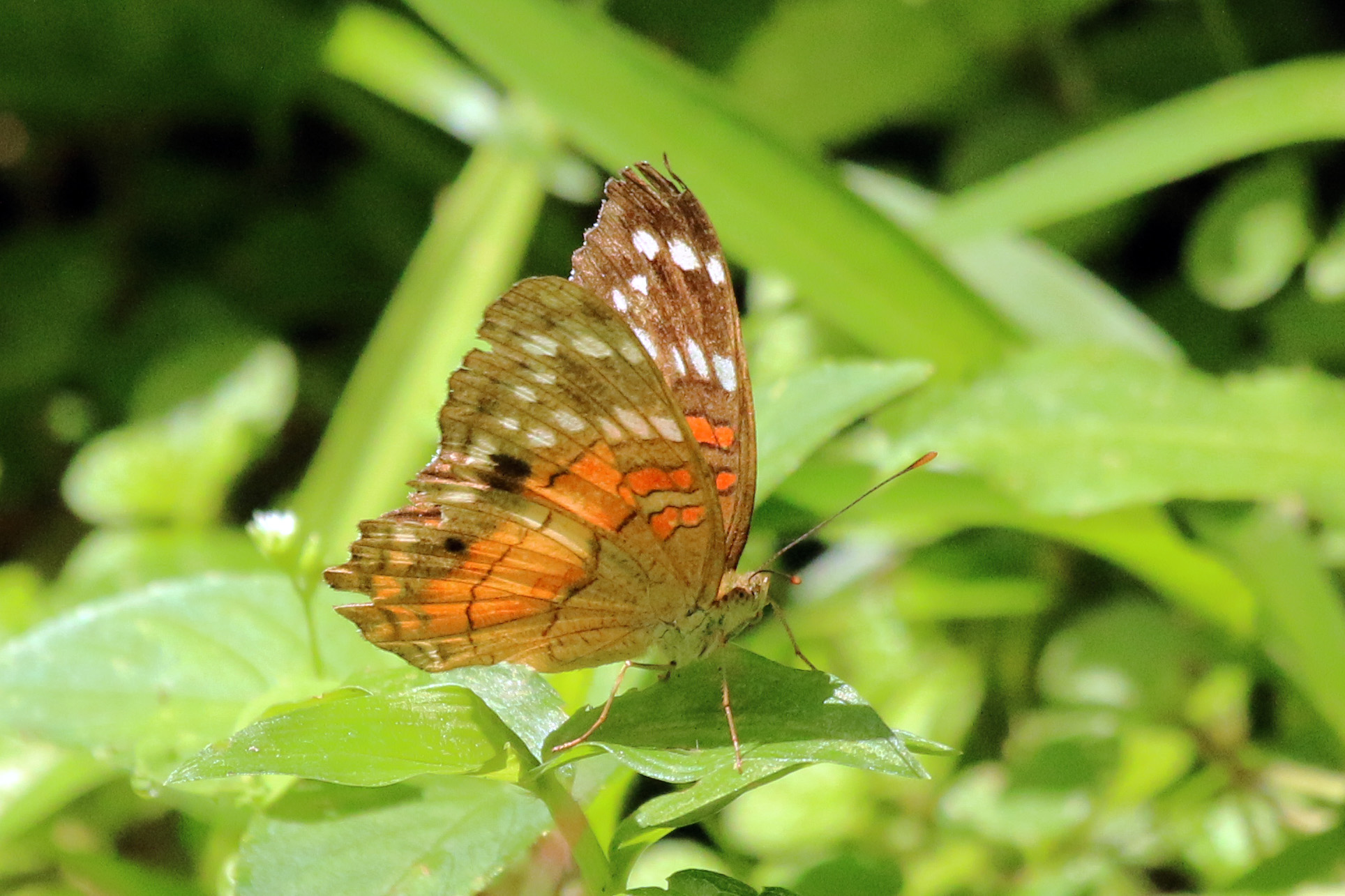
Nőstény alulról

## Életmódja
A hernyó főleg medvekörömfélék (Acanthaceae) és árvacsalánfélék (Lamiaceae) táplálkozik.

## Fordítás
- Ez a szócikk részben vagy egészben  az   Anartia amathea című angol Wikipédia-szócikk ezen változatának fordításán alapul.  Az eredeti cikk szerkesztőit annak laptörténete sorolja fel. Ez a jelzés csupán a megfogalmazás eredetét és a szerzői jogokat jelzi, nem szolgál a cikkben szereplő információk forrásmegjelöléseként.